# Ned Parfett

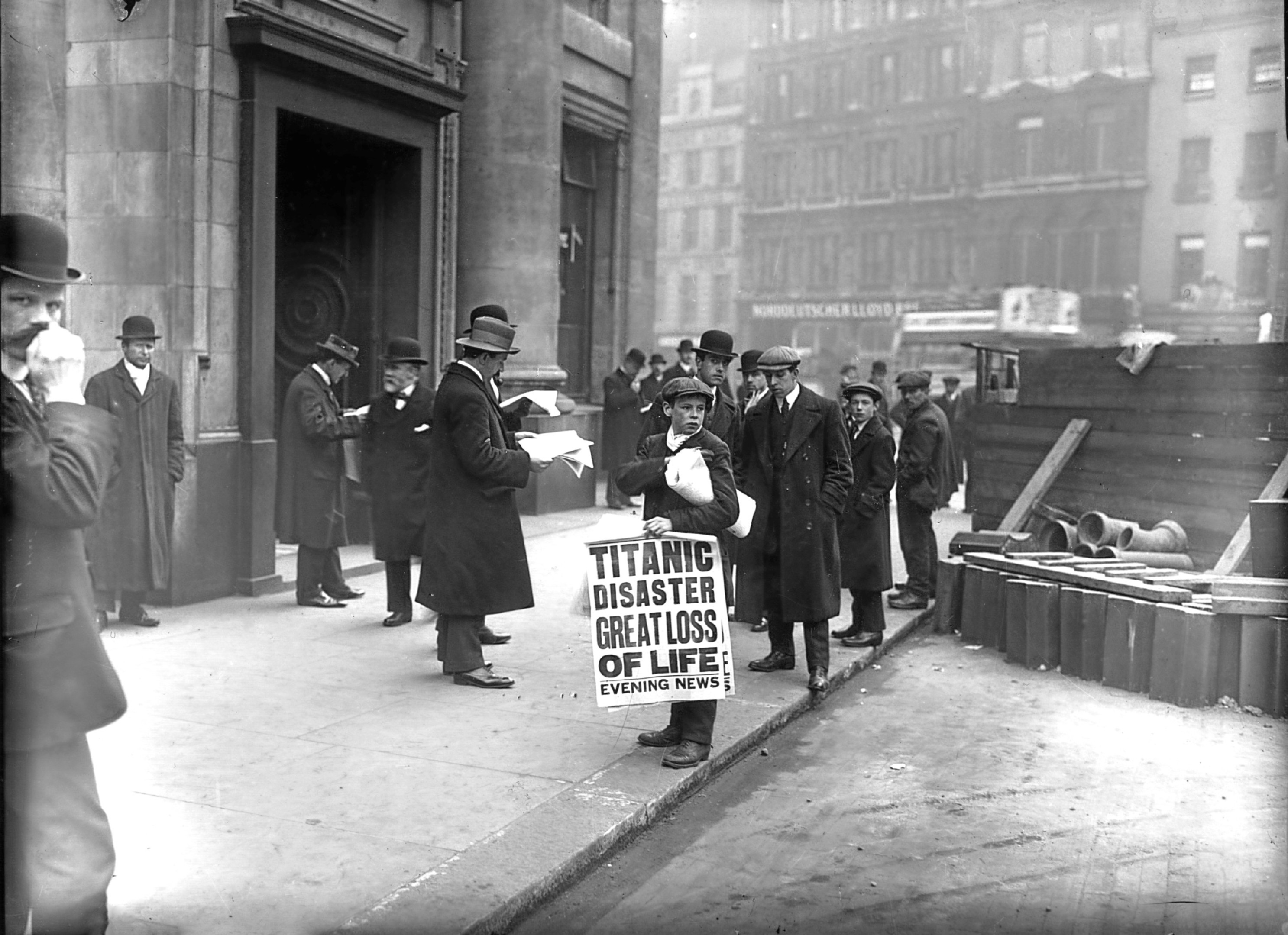
Ned Parfett em Abril de 1912, nos arredores dos escritórios da White Star Line, centro de Londres, vendendo jornais anunciando o Naufrágio do RMS Titanic.

Edward John "Ned" Parfett (Londres, 21 de julho de 1896 – Valenciennes, 29 de outubro de 1918) foi um ardina e soldado britânico da Primeira Guerra Mundial, que tornou-se notável por aparecer vendendo jornais numa fotografia tirada nos arredores dos escritórios da White Star Line, no centro de Londres, ao dia seguinte do naufrágio do RMS Titanic em abril de 1912.

## Biografia
Parfett nasceu em 1896, perto da Estação Waterloo, em Londres, como um dos seis filhos de seus progenitores, e sendo terceiro de quatro irmãos. Sua família tinha fortes laços católicos e eram de origem irlandesa, mas viviam na Inglaterra desde meados do século XIX.
O jovem Ned começou a trabalhar na construção de edifícios, mas depois de um acidente, passou a trabalhar como ardina. Enquanto desempenhava esta tarefa, foi fotografado nos arredores dos escritórios da White Star Line, no centro de Londres, anunciando o naufrágio do RMS Titanic; Parfett segurava um cartaz que dizia, em tradução livre, "Desastre do Titanic - Grande perda de vidas - Notícias da Tarde".

## Serviços na Primeira Guerra Mundial
Quando a Primeira Guerra Mundial iniciou em 1914, Ned tinha 18 anos de idade. Entretanto, ele apenas foi alistado ao Exército Britânico dois anos mais tarde, em 1916, quando se alistou na Artilharia de Campo Real. Na Artilharia Real ele serviu incialmente como piloto de expedição e depois foi realocado para tarefas de reconhecimento. Durante seus serviços, recebeu despachos em prol de sua conduta no front e foi condecorado pelo Reino Unido com a Medalha Militar.

## Morte
Duas semanas antes do fim da Primeira Guerra Mundial, em 29 de Outubro de 1918, Ned estava prestes a entrar de licença e retornar para o Reino Unido, por isso decidiu comprar algumas roupas. Enquanto estava numa loja, a mesma foi atingida por um projétil e Ned foi uma das vítimas, morrendo aos 22 anos. Após sua morte, o oficial que havia recomendado Ned para tarefas de reconhecimento escreveu para um de seus irmãos:
"Em muitas ocasiões, ele me acompanhou durante bombardeios severos, sempre depositei a maior confiança possível nele"
Ned Parfett está enterrado no Cemitério de Guerra Britânico em Verchain-Maugré, na França.